# Napoleón Viera Altamirano
Napoleón Viera Altamirano (La Unión, 22 de junio de 1893 - San Salvador, 8 de agosto de 1977) fue un periodista salvadoreño y fundador del periódico El Diario de Hoy.
Realizó sus primeros estudios en Santiago de María y en San Salvador. El año 1908 publicó su primer poema en el Diario Latino, y para esa época dio sus primeros pasos en el periodismo en Vox Populi y El Diario del hondureño Julián López Pineda, a quien consideraría su maestro.
El año 1914 decidió fundar en la ciudad de San Miguel el rotativo La Noticia, pero poco después partiría a los Estados Unidos para estudiar ingeniería. Sin embargo, la vocación del periodismo se impuso y retornó a El Salvador en 1925. Desde entonces empezó una fecunda producción de artículos, entre los cuales resaltaban los de temas económicos que llamaron la atención de la opinión pública. También fue un ferviente partidario de la integración centroamericana. El 26 de enero de 1930 contrajo nupcias con Mercedes Madriz.
El año 1936 fundó El Diario de Hoy que inició su circulación el día 2 de mayo. El periódico surgió durante la dictadura de Maximiliano Hernández Martínez y enfrentó la censura gubernamental, por lo que Viera Altamirano acabó exiliado del país. Años después retornaría a El Salvador. Parte de su obra fue recopilada por Carlos Sandoval en el libro Obras escogidas publicado en 1998.